# Campionato mondiale di hockey su pista Under-20 2003
Il Campionato mondiale di hockey su pista Under-20 2003 è stata la prima edizione della massima competizione per le rappresentative Under-20 di hockey su pista maschili maggiori e fu organizzata dalla Fédération Internationale de Roller Sports. La competizione si svolse dal 18 al 23 luglio 2003 a Montevideo in Uruguay.
La vittoria finale è andata alla nazionale del Portogallo che si è aggiudicata il torneo per la prima volta nella sua storia.

## Formula
Il campionato del mondo Under-20 2003 vide la partecipazione di nove squadre nazionali e fu strutturato in due fasi distinte. Nella prima fase le squadre furono divise in due gironi (uno da cinque e uno da quattro); tali gironi furono organizzati tramite un girone all'italiana con gare di sola andata; erano assegnati due punti per l'incontro vinto, un punto a testa per l'incontro pareggiato e zero la sconfitta. Al termine della prima fase le prime due selezioni nazionali di ogni gruppo disputarono la fase finale ad eliminazione diretta (semifinali e finale) per l'assegnazione del titolo.

## Squadre partecipanti
| Squadra       | Part. Nº | Partecipazioni precedenti al torneo |
| ------------- | -------- | ----------------------------------- |
| Argentina     | 1        | Esordiente                          |
| Australia     | 1        | Esordiente                          |
| Colombia      | 1        | Esordiente                          |
| Francia       | 1        | Esordiente                          |
| Inghilterra   | 1        | Esordiente                          |
| Nuova Zelanda | 1        | Esordiente                          |
| Portogallo    | 1        | Esordiente                          |
| Stati Uniti   | 1        | Esordiente                          |
| Uruguay       | 1        | Esordiente                          |

Nota bene: nella sezione "partecipazioni precedenti al torneo" le date in grassetto indicano la squadra che ha vinto quell'edizione del torneo

## Svolgimento del torneo

### Prima fase

#### Girone A
| Pos | Squadra       | Pt | G | V | N | P | GF | GS | DG  |
| --- | ------------- | -- | - | - | - | - | -- | -- | --- |
| 1.  | Argentina     | 6  | 3 | 3 | 0 | 0 | 37 | 2  | +35 |
| 2.  | Inghilterra   | 4  | 3 | 2 | 0 | 1 | 22 | 15 | +7  |
| 3.  | Uruguay       | 2  | 3 | 1 | 0 | 2 | 10 | 18 | -8  |
| 4.  | Nuova Zelanda | 0  | 3 | 0 | 0 | 3 | 2  | 36 | -34 |

| Montevideo 18 luglio 2003 | Argentina | 11 – 1 | Uruguay |  |

| Montevideo 18 luglio 2003 | Argentina | 13 – 0 | Inghilterra |  |

| Montevideo 19 luglio 2003 | Inghilterra | 6 – 2 | Uruguay |  |

| Montevideo 19 luglio 2003 | Argentina | 13 – 1 | Nuova Zelanda |  |

| Montevideo 20 luglio 2003 | Inghilterra | 16 – 0 | Nuova Zelanda |  |

| Montevideo 20 luglio 2003 | Nuova Zelanda | 1 – 7 | Uruguay |  |

#### Girone B
| Pos | Squadra     | Pt | G | V | N | P | GF | GS | DG  |
| --- | ----------- | -- | - | - | - | - | -- | -- | --- |
| 1.  | Portogallo  | 8  | 4 | 4 | 0 | 0 | 49 | 2  | +47 |
| 2.  | Francia     | 6  | 4 | 3 | 0 | 1 | 24 | 4  | +20 |
| 3.  | Colombia    | 4  | 4 | 2 | 0 | 2 | 7  | 20 | -13 |
| 4.  | Stati Uniti | 2  | 4 | 1 | 0 | 3 | 6  | 29 | -23 |
| 5.  | Australia   | 0  | 4 | 0 | 0 | 4 | 4  | 35 | -31 |

| Montevideo 18 luglio 2003 | Australia | 0 – 10 | Francia |  |

| Montevideo 18 luglio 2003 | Australia | 3 – 4 | Stati Uniti |  |

| Montevideo 18 luglio 2003 | Colombia | 1 – 4 | Francia |  |

| Montevideo 18 luglio 2003 | Portogallo | 13 – 1 | Stati Uniti |  |

| Montevideo 19 luglio 2003 | Australia | 1 – 18 | Portogallo |  |

| Montevideo 19 luglio 2003 | Colombia | 0 – 15 | Portogallo |  |

| Montevideo 19 luglio 2003 | Francia | 10 – 0 | Stati Uniti |  |

| Montevideo 20 luglio 2003 | Francia | 0 – 3 | Portogallo |  |

| Montevideo 20 luglio 2003 | Australia | 0 – 3 | Colombia |  |

| Montevideo 21 luglio 2003 | Colombia | 3 – 1 | Stati Uniti |  |

### Fase finale

#### Tabellone 1º/4º posto
|  | Semifinali | Semifinali  | Semifinali |            |           | Finale          | Finale          | Finale          |  |
|  |            |             |            |            |           |                 |                 |                 |  |
|  | A1         | Argentina   | 6          |            |           |                 |                 |                 |  |
|  | A1         | Argentina   | 6          |            |           |                 |                 |                 |  |
|  | B2         | Francia     | 1          |            |           |                 |                 |                 |  |
|  | B2         | Francia     | 1          |            | Argentina | Argentina       | 3               |                 |  |
|  |            |             |            |            | Argentina | Argentina       | 3               |                 |  |
|  |            |             | Portogallo | Portogallo | 5         |                 |                 |                 |  |
|  | A2         | Portogallo  | Portogallo | Portogallo | 5         | 6               |                 |                 |  |
|  | A2         | Portogallo  |            |            |           | 6               |                 |                 |  |
|  | B1         | Inghilterra | 1          |            |           | Finale 3º posto | Finale 3º posto | Finale 3º posto |  |
|  | B1         | Inghilterra | 1          |            |           |                 |                 |                 |  |
|  |            |             |            |            |           |                 |                 |                 |  |
|  |            |             |            |            |           | Francia         | Francia         | 3               |  |
|  |            |             |            |            |           | Francia         | Francia         | 3               |  |
|  |            |             |            |            |           | Inghilterra     | Inghilterra     | 2               |  |

#### Girone 5º/9º posto
| Pos | Squadra       | Pt | G | V | N | P | GF | GS | DG  |
| --- | ------------- | -- | - | - | - | - | -- | -- | --- |
| 1.  | Colombia      | 6  | 4 | 3 | 0 | 1 | 19 | 4  | +15 |
| 2.  | Uruguay       | 6  | 4 | 3 | 0 | 1 | 24 | 7  | +17 |
| 3.  | Stati Uniti   | 4  | 4 | 2 | 0 | 2 | 26 | 15 | +11 |
| 4.  | Australia     | 4  | 4 | 2 | 0 | 2 | 18 | 13 | +5  |
| 5.  | Nuova Zelanda | 0  | 4 | 0 | 0 | 4 | 6  | 54 | -48 |

| Montevideo 21 luglio 2003 | Colombia | 11 – 0 | Nuova Zelanda |  |

| Montevideo 21 luglio 2003 | Uruguay | 6 – 4 | Stati Uniti |  |

| Montevideo 22 luglio 2003 | Australia | 13 – 4 | Nuova Zelanda |  |

| Montevideo 22 luglio 2003 | Colombia | 2 – 1 | Uruguay |  |

| Montevideo 22 luglio 2003 | Colombia | 5 – 1 | Stati Uniti |  |

| Montevideo 22 luglio 2003 | Australia | 0 – 1 | Uruguay |  |

| Montevideo 22 luglio 2003 | Nuova Zelanda | 1 – 14 | Stati Uniti |  |

| Montevideo 23 luglio 2003 | Australia | 2 – 1 | Colombia |  |

| Montevideo 23 luglio 2003 | Nuova Zelanda | 1 – 16 | Uruguay |  |

| Montevideo 23 luglio 2003 | Australia | 3 – 7 | Stati Uniti |  |